# Aeroportul Mougulu
Aeroportul Mougulu (IATA: GUV) este un aeroport din Papua Noua Guinee.
aeroportul dispune de o singură pistă.